# Lene Maria Christensen
Lene Maria Christensen (Hillerød, 10 de abril de 1972) é uma atriz dinamarquesa. Ela é conhecida por papéis na televisão e no cinema, incluindo na série de TV Hotellet (2000–2002), Forsvar (2003–2004) e The Legacy (TV Series 2014–2017).

## Carreira
Lene Maria entrou na Escola Nacional de Artes Cênicas da Dinamarca em 1995, formou-se como atriz em 1999 e fez sua estréia no mesmo ano na peça Skærmydsler de Gustav Wied. Ela estrelou como Constanze em Amadeus de Østre Gasværk em 2001.

## Vida pessoal
Em 17 de setembro de 1995, Lene Maria Christensen casou-se com o fotógrafo Anders Bach Petersen.